# David Cal
David Cal Figueroa (* 10. října 1982 Pontevedra) je bývalý španělský rychlostní kanoista. Je juniorským mistrem světa na singlkanoi na trati 500 m z roku 2000 a mistrem světa na C1 500 m z roku 2007. Reprezentoval na třech olympiádách: na LOH 2004 vyhrál na 1000 m a byl druhý na 500 m, na LOH 2008 získal stříbrné medaile na 500 m i 1000 m a na LOH 2012 byl druhý na 1000 m (pětisetmetrová trať se na londýnské olympiádě nejela, byla nahrazena závodem na 200 m). S pěti medailemi je historicky nejúspěšnějším španělským olympionikem, v roce 2004 byl vyhlášen španělským sportovcem roku. Sportovní kariéru ukončil v roce 2015 a působí jako trenér na Katolické univerzitě v Murcii.